# Cybocephalus malyi
Cybocephalus malyi is een keversoort uit de familie Cybocephalidae. De wetenschappelijke naam van de soort is voor het eerst geldig gepubliceerd in 1917 door Obenberger.